# Bathiorhamnus macrocarpus
Bathiorhamnus macrocarpus är en brakvedsväxtart som först beskrevs av René Paul Raymond Capuron, och fick sitt nu gällande namn av Callm., Phillipson och Buerki. Bathiorhamnus macrocarpus ingår i släktet Bathiorhamnus och familjen brakvedsväxter. Inga underarter finns listade i Catalogue of Life.